# New Aberdour
New Aberdour ist eine Ortschaft in der schottischen Council Area Aberdeenshire. Sie liegt etwa elf Kilometer südwestlich von Fraserburgh am Bach Dour, der ein kurzes Stück nördlich in die Aberdour Bay am Moray Firth mündet.

## Geschichte
An der Aberdour Bay finden sich die Überreste eines Promontory Forts, die auf das dritte bis vierte Jahrhundert datiert werden. An selber Stelle errichtete der Clan Comyn im 13. Jahrhundert Dundarg Castle. Die Burg wurde zweimal jeweils kurz nach Fertigstellung zerstört.
Um das Jahr 590 errichtete der spätere Heilige Drostan nahe dem Moray-Firth-Ufer eine Kapelle. Im 12. Jahrhundert wurde an diesem Standort die St Drostan’s Church errichtet. Mit dem Bau der heutigen Aberdour Parish Church im Jahre 1818 nach einem Entwurf des Architekten John Smith, wurde sie obsolet.
Das nahegelegene Herrenhaus Aberdour House wurde im Jahre 1740 errichtet. Die historische Ortschaft Aberdour (nicht zu verwechseln mit Aberdour in Fife) befand sich nahe der Kirche. New Aberdour wurde im Jahre 1798 als Plansiedlung ein kurzes Stück südlich von Aberdour errichtet.

## Verkehr
New Aberdour liegt an einer untergeordneten Straße, welche die Ortschaft an die von Fraserburgh nach Fochabers führende A98 anschließt. In Fraserburgh sind außerdem die A981 (Fraserburgh–New Deer) sowie die A90 (Edinburgh–Fraserburgh) innerhalb kurzer Strecke zugänglich.